# 카이로
카이로(영어: Cairo, 아랍어: القاهرة 알 까히라[*], 콥트어: ⲕⲁϣⲣⲱⲙⲓ, 문화어: 까히라)는 이집트와 아랍 연맹의 수도이며, 나일강의 물줄기가 여러 지류로 갈라지기 시작하는 바로 그 지점에 위치하고 있는 아프리카 대륙과 중동 지역 최대의 도시이다. 서기 642년에 건설된 도시로, 인구는 1700만에 달한다.

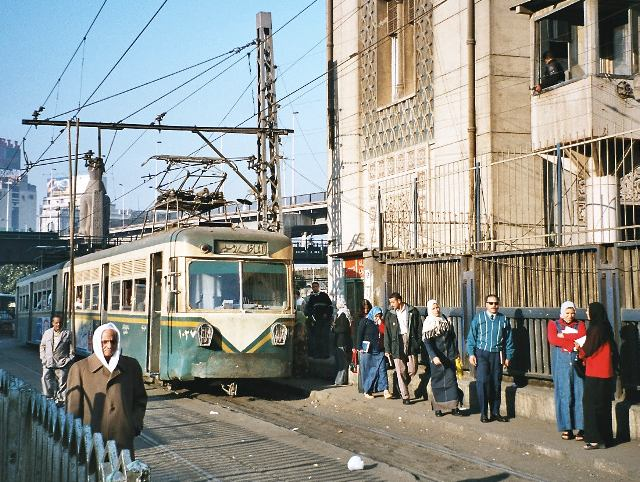
카이로의 노면전차

## 역사

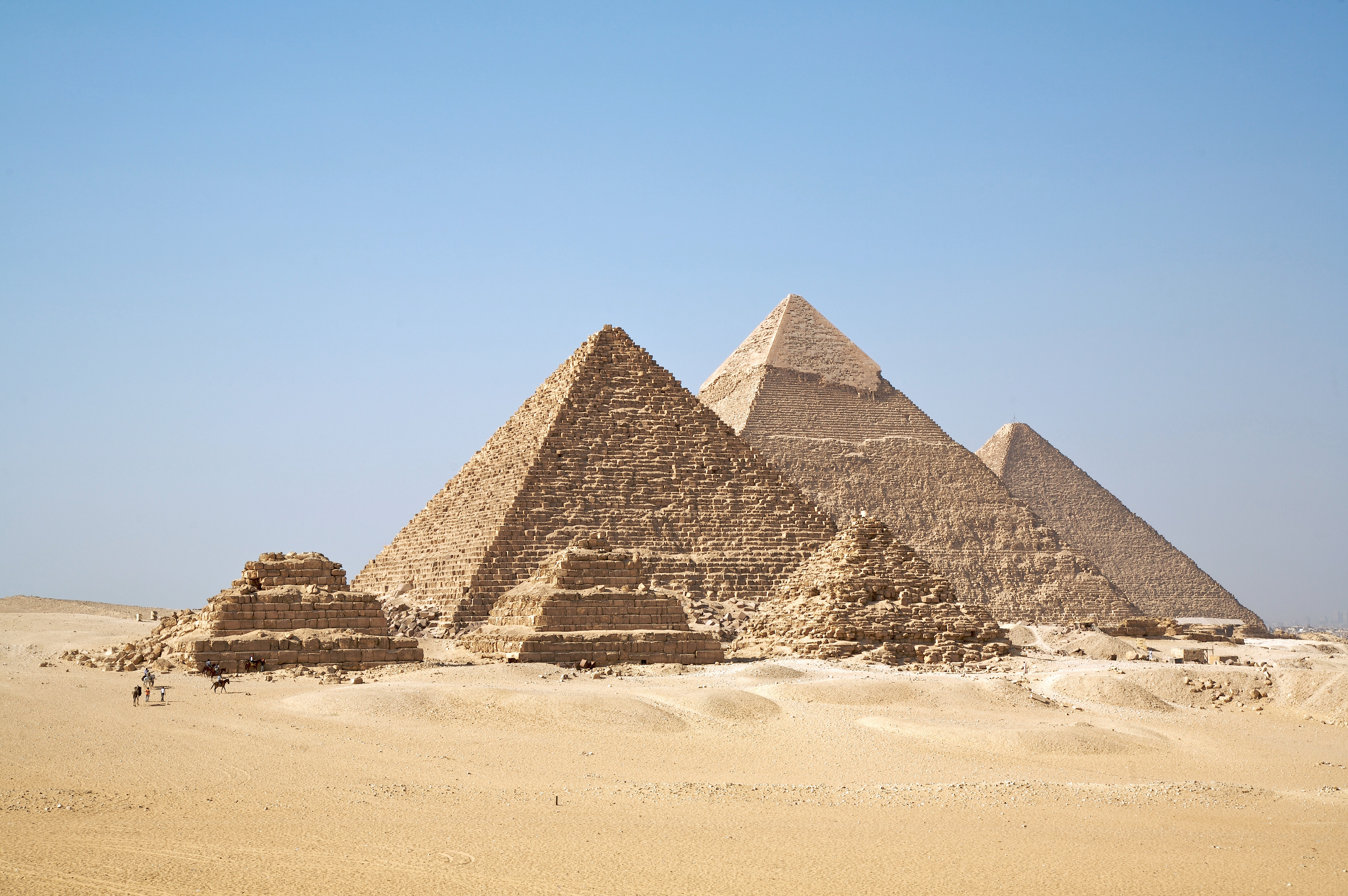
카이로 외곽 기자의 세 피라미드

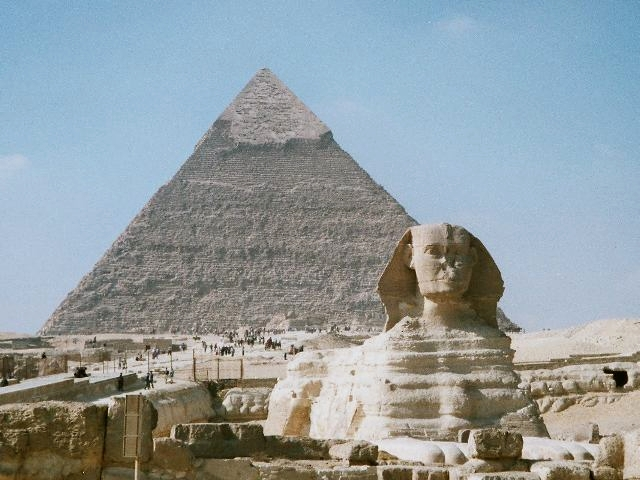
기자의 스핑크스와 피라미드

로마 제국 시대의 고대 이집트 카이로 지역은 나일강 삼각주에 속하는 습지에 지나지 않았고, 소규모 취락이 흩어져 있는 미개한 지역이었다. 취락지가 많지 않았기 때문에, 이슬람 제국 침공 이전 시대의 유적은 거의 발견되지 않았다. 나일강을 사이에 두고 건너편 서쪽의 기자 테라스는 기자의 피라미드가 만들어져 있지만, 그 기자도 고대 왕국 시대의 종언과 함께 피라미드에 대한 믿음도 퇴색되어 새로운 왕국 시대에는 폐허가 된 적도 있었다.
642년 아라비아 반도에서 건너와 이집트를 점령한 아무르 이븐 알 아스가 군대의 주둔지 푸스탓(Fustat)을 건설한 게 카이로의 출발점이다. 아무르 장군은 당시까지의 이집트 중심 도시인 지중해변 알렉산드리아 대신, 나일강을 따라 내륙으로 약간 들어간 현재의 카이로 남쪽에 푸스탓을 건설했다. 푸스탓 지역에는 점령자 아무르 장군이 세운 아무르 사원이 아직도 남아 있다. 아무르 사원은 당시 푸스탓의 중심지였다.
870년 이슬람제국의 이집트 총독이던 아흐마드 이븐 툴른은 바그다드(오늘날의 이라크) 칼리프와 다마스쿠스(오늘날의 시리아) 칼리프들이 서로 나뉘어 싸움을 벌이는 와중에 반(半) 독립적인 왕조를 세우고 푸스탓에서 북동쪽으로 접한 지역에 신도시 카타이를 세웠다. 그러나 카타이 시대는 오래 가지 못했다. 이로부터 100년 뒤인 969년 파티마 왕조의 무이즈 칼리프가 이집트를 정복해 카타이 바로 옆에 왕성이자 신 도시 '알 카히라(승리자)'를 건설했다. '알 카히라'란 이름은 오늘날까지 계속 사용되고 있다.
알 카히라는 파티마 왕조 시절에는 궁전과 사원(알아즈하르 모스크)이 있었고, 일반인은 거주가 허용되지 않은 왕성이었다. 파티마 왕조는 예루살렘을 기독교도들로부터 되찾은 이슬람의 영웅 살라딘에 의해 망했고, 살라딘은 1171년 이집트의 통치자가 된 뒤 알 카히라를 일반 시민에 개방했다. 직사각형 모양으로된 성벽 도시인 알 카히라는 이후 여러 지구(하라)로 구획됐고, 하라에는 모스크와 시장(수크), 공중목욕장(하맘) 같은 생활공간들이 들어선다. 살라딘이 연 아이유브 왕조(1171년-1250년)에 이어 등장한 마믈룩 왕조시대(1171-1517년)를 거치며 카이로는 당대 세계 최대의 도시로 성장했다.
1517년 오스만 제국 셀림 1세의 정복으로 이집트는 속주가 됐고, 카이로도 영광의 빛이 바래게 된다. 18세기 후반 나폴레옹의 이집트 원정으로 이집트와 카이로가 유럽에 다시 알려지게 된다. 19세기 무하마드 알리 왕조 아래에서 근대 도시 카이로가 정비돼 오늘날 같은 모습을 갖추게 됐다. 오늘날의 카이로는 파타마 왕조가 세운 왕성이 있던 지역인 '올드 카이로'를 비롯해, 피라미드가 있는 도시 서쪽의 기자, 헬리오폴리스 등으로 확대된 대도시다. 도시 남쪽의 마아디는 영국인들이 보호통치 시절에 건설한 신도시인데, 이곳에는 한국인을 포함한 외국인들이 다수 거주하고 있다.

### 현대
카이로는 중동과 아프리카, 유럽을 잇는 요지에 있어 오래전부터 북아프리카를 대표하는 국제 도시로 기능해왔다. 이집트는 물론, 북아프리카 정치, 경제, 문화의 중심지다. 지금은 아랍에미리트연합(UAE)의 두바이에 밀려 중동 경제의 중심에서 조금 밀려났으나 중동의 맹주 역할을 해온 이집트의 수도로서 카이로가 가진 위상은 무시 못한다.
도시는 전형적인 개발도상국의 대도시로서, 20~30년씩 된 낡은 차들이 뿜어대는 매연 때문에 숨쉬기 힘들 정도로 공기가 오염돼 있다. 수천년을 버텨온 파라오 람세스 2세의 거석상이 환경오염 때문에 훼손될 지경이 되어 도심의 람세스 역사 앞 광장에서 2005년 다른 곳으로 옮겨졌을 정도다. 1960~70년대 이스라엘과의 전쟁 이후에 아직까지도 복구가 제대로 되지 않았고 경제도 미국 원조에 의존하는 등 성장이 지지부진해 도시 외관은 매우 낡고 허름하다.
주택난과 교통체증, 인프라 부족, 학교 부족 등 도시 생활 기반이 열악하고 때로는 식료품 같은 생필품 품귀 현상도 일어난다. 1990년대 이래 몇 차례 무슬림 급진주의자의 테러 공격을 받은 바 있고, 2005년부터 2011년까지는 호스니 무바라크 대통령의 독재 정권에 반대하는 시위가 이따금씩 일어나기도 했다.
도시는 나일 강 삼각주의 바로 아랫부분, 델타와 사막 지역이 만나는 지점에 자리잡고 있다. 나일 강을 따라 도시가 발달했으며, 도심은 나일강 양안과, 중간의 섬인 게지라, 로다 섬에 펼쳐져 있다. 강 오른쪽에서 도시가 출발했으며, 시내는 구 시가지와 유럽식 신시가지로 나뉜다. 구 시가지는 노벨 문학상 수상 작가인 나기브 마흐푸즈(영어 Naguib Mahfouz)의 소설 '카이로 3부작' 등의 배경으로 등장하기도 했다. 구 시가지는 카이로의 대표적인 모스크인 알아즈하르 모스크를 중심으로 남북으로 길게 자리잡고 있다. 카이로는 '1000개의 미나렛(첨탑)을 가진 도시'라고 불리는데, 알아즈하르 모스크 인근에는 중-근세에 수없이 많은 모스크들이 들어섰다. 십자군 전쟁 당시 이슬람의 영웅 살라딘이 세운 카이로 성(영어로는 citadel, 아랍어 발음은 Qalaa)의 성곽과 그 안에 자리잡은 거대한 무함마드 알리 모스크는 지금도 카이로를 찾은 관광객들의 눈길을 끄는 이슬람 시대 카이로의 최대 건축물이다.
구 시가지는 본격적으로 시아파인 파티마 왕조 시절부터 조성되었고, 맘루크 시대를 거치면서 크게 성장했다. 중세 이집트는 동서양을 잇는 중계 무역으로 부를 축적했고, 수도 카이로는 '세계의 어머니 도시'라고 여행객에 의해 불릴 정도로 크기와 부를 자랑했다. 이집트는 물론 전 세계 무슬림들에게 막대한 영향을 미치는 이슬람 연구의 본산인 알아즈하르 대학교가 알아즈하르 모스크와 붙어 있다.
유럽식 신시가지는 이집트 최후의 왕조인 무함마드 알리가 연 왕조(1805∼1952) 때 건설됐다. 무함마드 알리의 손자인 이스마일 헤디위(영어 khedive: 오스만 제국이 속국인 이집트 통치자에 하사한 칭호)가 집권 1863년-1879년에 면화 수출로 벌어들인 막대한 돈을 들여 건설했다. 구 시가지와 나일강 사이에 자리잡은 유럽식 신시가지는 범람 때는 나일강물이 드나들던 소택지였다. 신 시가지의 중심이 오늘날 '타흐리르 광장'인데, 이 광장은 가말 낫세르의 1952년 군사쿠데타 이후 이름이 바뀌기 전까지는 광장을 만든 사람의 이름을 딴 '이스마일리아 광장'이었다.
타흐리르 광장 외에 도심은 람세스 거리. 무감마 등 정부 청사와 카이로 시청, 중앙우체국, 호텔 등이 들어서 있다. 투탕카멘의 황금 마스크와 람세스 2세의 미라 등 이집트가 자랑하는 고대 유물이 간직돼 있는 고고학박물관과, 아메리칸 대학이 타흐리르 광장에 있다. 가든 시티와 자말렉, 도끼 등 신 시가지와, 공항으로 이어지는 헬리오폴리스 지역에는 고급 주택이 들어서 있다. 반면 람세스2세 기차역 북쪽 슈브라에는 공장이 많고 노동자 거주지가 형성돼 있다.
카이로 국제공항은 카이로의 북동쪽 외곽 사막에 있다. 카이로의 남서쪽 끝 기자에는 고대 7대 불가사의이자, 유네스코 세계문화유산인 대 피라미드와 스핑크스가 있다. 기자의 3대 피라미드는 쿠푸, 멘카우레, 카프레 등 3대에 걸친 파라오의 무덤이다. 기자의 대 피라미드보다 시기가 앞선 조세르왕의 '계단식 피라미드'(영어명 Step Pyramid)나 후니 파라오의 굴절식 피라미드(영어명 Bent Pyramid)를 보려면 카이로 남쪽의 사카라(고대의 멤피스)로 가면 된다.

## 지리
이집트의 수도. 현지어로는 '알 까히라'(Al-Qāhirah)다. 아프리카 대륙 깊숙한 곳에서 발원한 나일강이 북쪽으로 흘러 지중해 변의 나일 삼각주와 만나는 지점 직전에 위치해 있다. 도시 한복판을 나일강이 관통한다. 면적 83km2, 인구 약 1700만 명. 1922년 이집트가 영국의 보호령으로부터 독립했을 때만 해도 인구가 60만 명 정도에 불과했지만 이후 급격히 늘었고, 지금도 팽창이 계속되고 있다.
연평균 강수량 25mm의 사막 기후로, 연간 한두차례 적은 양의 비가 내리는 정도지만, 그럼에도 불구하고 엄청난 인구가 생활할 수 있는 것은 나일강의 혜택 때문이다. 7월 평균기온 27.7°C, 1월 평균기온은 12.7°C다. 사막 기후라고는 하지만 위도가 높은 편이고 건조하기 때문에 아라비아반도의 사막이나 이집트 남부 아스완 같은 지역에 비하면 견디지 못할 정도의 더위는 아니다. 오히려 따뜻하고 쾌적한 편이어서 유럽 관광객들이 많이 찾는다.
| 카이로 (카이로 국제공항)의 기후                                               | 카이로 (카이로 국제공항)의 기후 | 카이로 (카이로 국제공항)의 기후 | 카이로 (카이로 국제공항)의 기후 | 카이로 (카이로 국제공항)의 기후 | 카이로 (카이로 국제공항)의 기후 | 카이로 (카이로 국제공항)의 기후 | 카이로 (카이로 국제공항)의 기후 | 카이로 (카이로 국제공항)의 기후 | 카이로 (카이로 국제공항)의 기후 | 카이로 (카이로 국제공항)의 기후 | 카이로 (카이로 국제공항)의 기후 | 카이로 (카이로 국제공항)의 기후 | 카이로 (카이로 국제공항)의 기후 |
| 월                                                                            | 1월                             | 2월                             | 3월                             | 4월                             | 5월                             | 6월                             | 7월                             | 8월                             | 9월                             | 10월                            | 11월                            | 12월                            | 연간                            |
| ----------------------------------------------------------------------------- | ------------------------------- | ------------------------------- | ------------------------------- | ------------------------------- | ------------------------------- | ------------------------------- | ------------------------------- | ------------------------------- | ------------------------------- | ------------------------------- | ------------------------------- | ------------------------------- | ------------------------------- |
| 역대 최고 기온 °C (°F)                                                        | 31.0 (87.8)                     | 34.8 (94.6)                     | 39.6 (103.3)                    | 43.2 (109.8)                    | 47.8 (118.0)                    | 46.4 (115.5)                    | 44.3 (111.7)                    | 43.4 (110.1)                    | 43.7 (110.7)                    | 41.0 (105.8)                    | 37.4 (99.3)                     | 31.7 (89.1)                     | 47.8 (118.0)                    |
| 일평균 최고 기온 °C (°F)                                                      | 18.9 (66.0)                     | 20.5 (68.9)                     | 23.8 (74.8)                     | 28.1 (82.6)                     | 32.2 (90.0)                     | 34.6 (94.3)                     | 35.0 (95.0)                     | 34.9 (94.8)                     | 33.4 (92.1)                     | 30.0 (86.0)                     | 24.9 (76.8)                     | 20.5 (68.9)                     | 28.1 (82.6)                     |
| 일일 평균 기온 °C (°F)                                                        | 14.4 (57.9)                     | 15.6 (60.1)                     | 18.3 (64.9)                     | 21.8 (71.2)                     | 25.6 (78.1)                     | 28.2 (82.8)                     | 29.1 (84.4)                     | 29.2 (84.6)                     | 27.6 (81.7)                     | 24.6 (76.3)                     | 20.0 (68.0)                     | 15.9 (60.6)                     | 22.5 (72.5)                     |
| 일평균 최저 기온 °C (°F)                                                      | 10.1 (50.2)                     | 11.0 (51.8)                     | 13.2 (55.8)                     | 15.9 (60.6)                     | 19.3 (66.7)                     | 22.2 (72.0)                     | 23.8 (74.8)                     | 24.3 (75.7)                     | 22.7 (72.9)                     | 20.0 (68.0)                     | 15.6 (60.1)                     | 11.7 (53.1)                     | 17.5 (63.5)                     |
| 역대 최저 기온 °C (°F)                                                        | 1.2 (34.2)                      | 3.6 (38.5)                      | 5.0 (41.0)                      | 7.6 (45.7)                      | 12.3 (54.1)                     | 16.0 (60.8)                     | 18.2 (64.8)                     | 19.0 (66.2)                     | 14.5 (58.1)                     | 12.3 (54.1)                     | 5.2 (41.4)                      | 3.0 (37.4)                      | 1.2 (34.2)                      |
| 평균 강수량 mm (인치)                                                         | 4.8 (0.19)                      | 3.8 (0.15)                      | 6.3 (0.25)                      | 1.3 (0.05)                      | 0.2 (0.01)                      | 0 (0)                           | 0 (0)                           | 0 (0)                           | 0 (0)                           | 0.7 (0.03)                      | 4.3 (0.17)                      | 3.4 (0.13)                      | 24.8 (0.98)                     |
| 평균 강수일수 (≥ 1.0 mm)                                                      | 1.3                             | 2.0                             | 1.2                             | 1.3                             | 0.6                             | 0.6                             | 0.7                             | 1.0                             | 0.7                             | 0.1                             | 0.6                             | 0.8                             | 11.0                            |
| 평균 상대 습도 (%)                                                            | 59                              | 54                              | 53                              | 47                              | 46                              | 49                              | 58                              | 61                              | 60                              | 60                              | 61                              | 61                              | 56                              |
| 평균 월간 일조시간                                                            | 213                             | 234                             | 269                             | 291                             | 324                             | 357                             | 363                             | 351                             | 311                             | 292                             | 248                             | 198                             | 3,451                           |
| 가능 일조율                                                                   | 66                              | 75                              | 73                              | 75                              | 77                              | 85                              | 84                              | 86                              | 84                              | 82                              | 78                              | 62                              | 77                              |
| 출처 1: 미국 해양대기청 (평년값: 1991년~2020년, 상대습도/극값: 1961년~1990년) |                                 |                                 |                                 |                                 |                                 |                                 |                                 |                                 |                                 |                                 |                                 |                                 |                                 |
| 출처 2: 덴마크 기상학회 (일조: 1931년~1960년)                                 |                                 |                                 |                                 |                                 |                                 |                                 |                                 |                                 |                                 |                                 |                                 |                                 |                                 |

## 인구
| 연도                     | 인구       | ±%     |
| ------------------------ | ---------- | ------ |
| 1950                     | 2,493,514  | —      |
| 1960                     | 3,680,160  | +47.6% |
| 1970                     | 5,584,507  | +51.7% |
| 1980                     | 7,348,778  | +31.6% |
| 1990                     | 9,892,143  | +34.6% |
| 2000                     | 13,625,565 | +37.7% |
| 2010                     | 16,899,015 | +24.0% |
| 2019                     | 20,484,965 | +21.2% |
| for Cairo Agglomeration: |            |        |

## 카이로의 주요 건축물

### 고대 파라오 시대 건축물
기자의 대 피라미드와 스핑크스가 대표적인 파라오 시대 건축물이다.

### 중-근세 이슬람 시대 건축물
카이로의 옛 도심 알아즈하르 모스크 인근 지역에는 이슬람 시대 사원과 성곽, 영묘, 학교인 마드라사가 수없이 많다. 유네스코 문화유산으로 지정되어 있다. 남쪽으로는 살라딘이 세운 카이로 성채(영어명 Citadel,아랍어 발음은 Qalaa)인근으로부터 북으로는 파티마 성곽의 북쪽 지역에까지 이르는 지역이다. 남북으로 4킬로미터가 넘는다. 대표적인 사원으로 알아즈하르 모스크, 핫산 술탄 모스크(영어명 Sultan Hassan Mosque), 이븐 툴룬 모스크, 알 하킴 모스크, 리파아이 모스크가 있다. 후세인 모스크에는 예언자 무함마드의 외손자인 후세인 이븐 알리의 목이 안치되어 있다고 하며, 이로 인해 시아파들은 이 사원을 중하게 여긴다. 카이로 성에 서있는 무함마드 알리 모스크는 지대가 높은 성에서도 가장 높은 위치에 자리잡고 있어 어디서나 눈에 띈다. 오스만 제국의 속국이었던 시대에 세운 만큼 오스만 양식으로 지어졌다.
옛 도심에는 직사각형의 도시를 에워쌓던 성곽과 성문이 일부분 남아 있다. 특히 북쪽의 성곽과 성문이 잘 보존되어 있다. '나스르 문'(현지 발음: 밥 알 나스르)과 '푸트흐 문'(밥 알 푸트흐) 두 개의 성문과, 10미터가 넘는 높이에 길이 수 백 미터에 이르는 성곽이 있다. 성의 남쪽에는 성곽은 남아 있지 않고, 성문인 '즈웨일라 문'(밥 알 즈웨일라)이 서 있다.
남문인 자와일라 문과 북문인 푸트흐 문을 잇는 성내 도로가 성의 간선 도로였다. 두 문의 중간 정도 거리에 알아즈하르 모스크가 서있다. 남문인 자와일라 문을 나와 남쪽으로 내려가면 카이로 성이 나오는데, 남문과 카이로 성 사이에도 수많은 이슬람 건축물이 있으며 이중 대표적인 게 힛산 술탄 모스크, 리파아이 모스크다.

## 자매 도시
| - 그리스 아테네 - 이탈리아 로마 - 브라질 상파울루 - 대한민국 서울 - 독일 슈투트가르트 - 튀니지 튀니스 - 일본 도쿄 - 캐나다 토론토 | - 아르헨티나 부에노스아이레스 - 네덜란드 암스테르담 - 레바논 베이루트 - 요르단 암만 - 터키 이스탄불 - 사우디아라비아 지다 - 수단 하르툼 - 이라크 바그다드 - 시리아 다마스쿠스 - 알제리 알제 | - 포르투갈 리스본 - 영국 런던 - 스페인 마드리드 - 모로코 라바트 - 터키 앙카라 - 러시아 모스크바 - 중화인민공화국 베이징 - 미국 뉴욕 - 프랑스 파리 - 체코 프라하 |

## 같이 보기
- 카이로 지하철
- 카이로 국제공항